# 万年B組ヒムケン先生
『万年B組ヒムケン先生』（まんねんビーぐみヒムケンせんせい）は、TBSで2016年4月26日（25日深夜）から2017年3月28日（27日深夜）まで放送されていたバラエティ番組。

## 概要
イケてる「A組」な若者とは違い、ちょっと応援せざるを得ないパッとしない「B組」な若者とガッツリ向き合う番組。日村も出演していたフジテレビの『そんなバカなマン』の企画「そんなバカなホームステイ」の内容をブラッシュアップしており、一部スタッフも共通して制作された。
番組タイトルがTBS系ドラマ『3年B組金八先生』のパロディということもあり、番組内では海援隊の楽曲が多く使われている。

## 出演者
- 日村勇紀（バナナマン）
- 小峠英二（バイきんぐ）
- 小宮浩信（三四郎）

## 放送リスト
| 回     | 放送日        | サブタイトル                                                                  | 万年B組生徒 | 備考                                   |
| ------ | ------------- | ----------------------------------------------------------------------------- | --- | -------------------------------------- |
| 第1話  | 2016年4月26日 | 「野球部員の巻」                                                              | No.001 秋葉原駅前で練習をしていた野球選手を目指す少年・ケブくん |                                        |
| 第2話  | 5月3日        | 「バンドマンの巻」                                                            | No.002 世を忍ぶ仮の姿で会社員をしている・DEATHユウタ（THE DEATH BAND） No.003〜007・DEATHヒロ、DEATHハヤト、DEATHモリ、DEATHウチダ、DEATHワシ（THE DEATH BAND） No.008 半年前にTHE DEATH BANDを脱退 妹が憑依してしまうボーカル・ケンメイ No.009 時々 兄ケンメイの体に憑依する女の子・ルミカ |                                        |
| 第3話  | 5月10日       | 「野球部員の巻」 「ストリートミュージシャンの巻」                             | No.001 ケブくん No.010 即興ソングが得意な声優志望・知念龍司 |                                        |
| 第4話  | 5月17日       | 「ストリートパフォーマーの巻」                                                | No.011 プロマジシャンを目指し自宅のある三鷹から14km先の表参道まで自転車で移動し路上でマジック披露・くりりんくん |                                        |
| 第5話  | 5月24日       | 「バンドマンの巻」                                                            | No.002〜007 THE DEATH BAND No.008 ケンメイ No.009 ルミカ |                                        |
| 第6話  | 5月31日       | 「野球部員の巻」                                                              | No.001 ケブくん |                                        |
| 第7話  | 6月21日       | 「ストリートパフォーマーの巻」                                                | No.012 独自のスタイルを作りたいヨーヨープレイヤー・滝本恵一くん |                                        |
| 第8話  | 6月28日       | 「バンドマンの巻」                                                            | No.002 DEATHユウタ（THE DEATH BAND） No.008 ケンメイ No.009 ルミカ |                                        |
| 第9話  | 7月5日        | 「野球部員の巻」                                                              | No.001 ケブくん |                                        |
| 第10話 | 7月12日       | 「マジシャンの巻」                                                            | No.011 くりりんくん |                                        |
| 第11話 | 7月19日       | 「バンドマンの巻」                                                            | No.002〜007 THE DEATH BAND |                                        |
| 第12話 | 7月26日       | 「漫画家の巻」                                                                | No.013 大学の芸術学科に通いながらプロレス漫画を描く青年・中田くん |                                        |
| 第13話 | 8月2日        | 「野球部員の巻」                                                              | No.001 ケブくん |                                        |
| 第14話 | 8月9日        | 「バンドマンの巻」                                                            | No.002〜007 THE DEATH BAND No.008 ケンメイ No.009 ルミカ |                                        |
| 第15話 | 8月16日       | 「声優の巻」                                                                  | No.015 男性ながら女性キャラの声優を目指す通称「ハマ」・濱安くん |                                        |
| 第16話 | 8月23日       | 「特別編 野球部員の巻」                                                       | No.001 ケブくん |                                        |
| 第17話 | 8月30日       | 「バンドマンの巻」                                                            | No.002 DEATHユウタ（THE DEATH BAND） No.008 ケンメイ No.009 ルミカ |                                        |
| 第18話 | 9月6日        | 「漫画家の巻」                                                                | No.013 中田くん |                                        |
| 第19話 | 9月13日       | 「漫画家の巻」                                                                | No.013 中田くん |                                        |
| 第20話 | 9月20日       | 「特別編 バンドマンの巻」                                                     | No.002〜007 THE DEATH BAND No.008 ケンメイ No.009 ルミカ |                                        |
| 第21話 | 10月18日      | 「野球少年の巻」                                                              | No.001 ケブくん |                                        |
| 第22話 | 10月25日      | 「バンドマンの巻」                                                            | No.002〜007 THE DEATH BAND |                                        |
| 第23話 | 11月1日       | 「ネット配信者の巻」                                                          | No.016 実家からニコ生配信で活動・関しんごくん |                                        |
| 第24話 | 11月8日       | 「カメラマンの巻」                                                            | No.017 カメラマン志望・松村くん |                                        |
| 第25話 | 11月15日      | 「B組アイドルプロジェクト BBBスカウトの巻」                                   | |                                        |
| 第26話 | 11月22日      | 「野球部員の巻」                                                              | No.001 ケブくん |                                        |
| 第27話 | 11月29日      | 「ストリートパフォーマーの巻」                                                | No.012 滝本恵一くん No.018 尊敬する人︰滝本くん・ユウコちゃん |                                        |
| 第28話 | 12月6日       | 「自分を変えたい女子の巻」 「B組アイドルプロジェクト BBBスカウトの巻」        | No.018 ユウコちゃん |                                        |
| 第29話 | 12月13日      | 「バンドマンの巻」                                                            | No.002〜007 THE DEATH BAND |                                        |
| 第30話 | 2017年1月10日 | 新学期だ全員集合SP 「万年B組放送室」 「前前前世からの想いを届けるラブソング」 | | ゲスト・飯豊まりえ 0:10 - 1:25に放送。 |
| 第31話 | 1月17日       | 「クイズB組」                                                                 | | ゲスト・飯豊まりえ                     |
| 第32話 | 1月24日       | 「野球部員の巻」                                                              | No.001 ケブくん |                                        |
| 第33話 | 1月31日       | 「万年B組放送室」 「前前前世からの想いを届けるラブソング」                    | |                                        |
| 第34話 | 2月7日        | 「自分を変えたい女子の巻」                                                    | No.018 ユウコちゃん No.012 滝本恵一くん |                                        |
| 第35話 | 2月14日       | 「バンドマンの巻」                                                            | No.002 DEATHユウタ（THE DEATH BAND） No.008 ケンメイ |                                        |
| 第36話 | 2月21日       | 「バンドマンの巻」                                                            | No.002〜007 THE DEATH BAND No.008 ケンメイ No.009 ルミカ |                                        |
| 第37話 | 2月28日       | 「B組アイドルプロジェクト BBB解散報告の巻」                                   | |                                        |
| 第38話 | 3月7日        | 「野球少年ケブくんの全て」                                                    | No.001 ケブくん |                                        |
| 第39話 | 3月14日       | 「野球部員の巻」                                                              | No.001 ケブくん |                                        |
| 第40話 | 3月21日       | 「野球部員の巻」                                                              | No.001 ケブくん |                                        |
| 第41話 | 3月28日       | 「卒業式」                                                                    | これまで番組に登場してきたB組生徒たち |                                        |

## スタッフ
- 構成：高須光聖、都築浩、樋口卓治、オークラ、寺田智和、片岡章博
- ナレーション：佐倉綾音
- TM：近藤明人
- TD：山根卓也
- カメラ：藤田栄治
- VE：条川高広
- AUD：池田千廣
- 照明：嶋原将太
- 音響効果：小田切暁
- TK：本田浩子
- 美術プロデューサー：齊藤傑
- デザイン：金子靖明
- 美術制作：羽田一成
- 装飾：田村健治
- 操作：前野博幸
- メイク：大岩乃里子
- 音楽：カンケ
- OPタイトル：寺本文子
- ロケ技術：fmt
  - CAM：矢田部修
  - AUD：小笹直樹
- 編集進行：山崎貴史（ヌーベルアージュ）
- 編集：荘野佑介、加藤裕也
- MA：高橋友樹
- 宣伝：小山陽介、國井応起
- コンテンツ：山田昌伸
- 編成：中島啓介
- デスク：石川素子
- AD：馬庭広明、石井寿樹、岡部知穂
- ディレクター：今村光宏、中西正太、水口健司、高井翔太朗
- プロデューサー：美濃部遥香
- チーフプロデューサー：江藤俊久
- 総合演出：塩谷泰孝（シオプロ）、井上整
- 制作協力：シオプロ
- 制作著作：TBS

### 過去のスタッフ
- 装飾：小野保菜美

## ネット局と放送時間
| 放送対象地域   | 放送局                | 系列    | 放送期間                      | 放送日時                     | 備考       |
| -------------- | --------------------- | ------- | ----------------------------- | ---------------------------- | ---------- |
| 関東広域圏     | TBSテレビ（TBS）      | TBS系列 | 2016年4月26日 - 2017年3月28日 | 火曜 0:58 - 1:28（月曜深夜） | 制作局     |
| 岩手県         | IBC岩手放送（IBC）    | TBS系列 | 2016年4月26日 - 2017年3月28日 | 火曜 0:58 - 1:28（月曜深夜） | 同時ネット |
| 愛媛県         | あいテレビ（itv）     | TBS系列 | 2016年4月26日 - 2017年3月28日 | 火曜 0:58 - 1:28（月曜深夜） | 同時ネット |
| 岡山県・香川県 | 山陽放送（RSK）       | TBS系列 | 2016年4月28日 - 2017年4月6日  | 木曜 0:10 - 0:40（水曜深夜） | 遅れネット |
| 宮崎県         | 宮崎放送（MRT）       | TBS系列 | 2016年4月29日 - 2017年3月31日 | 金曜 0:45 - 1:15（木曜深夜） | 遅れネット |
| 静岡県         | 静岡放送（SBS）       | TBS系列 | 2016年4月30日 - 2017年3月30日 | 木曜 0:10 - 0:40（水曜深夜） | 遅れネット |
| 山形県         | テレビユー山形（TUY） | TBS系列 | 2016年5月5日 - 2017年4月20日  | 木曜 1:05 - 1:35（水曜深夜） | 遅れネット |
| 長野県         | 信越放送（SBC）       | TBS系列 | 2016年5月5日 - 2017年4月13日  | 木曜 1:34 - 2:04（水曜深夜） | 遅れネット |
| 中京広域圏     | CBCテレビ（CBC）      | TBS系列 | 2016年5月6日 - 2017年4月7日   | 金曜 1:45 - 2:17（木曜深夜） | 遅れネット |
| 福岡県         | RKB毎日放送（RKB）    | TBS系列 | 2016年5月11日 - 2017年4月26日 | 水曜 0:55 - 1:25（火曜深夜） | 遅れネット |
| 広島県         | 中国放送（RCC）       | TBS系列 | 2016年5月12日 - 2017年5月3日  | 水曜 0:40 - 1:10（火曜深夜） | 遅れネット |
| 宮城県         | 東北放送（TBC）       | TBS系列 | 2016年7月4日 - 2017年5月15日  | 月曜 0:55 - 1:25（日曜深夜） | 遅れネット |
| 近畿広域圏     | 毎日放送（MBS）       | TBS系列 | 2016年7月23日 - 2017年7月1日  | 土曜 1:35 - 2:05（金曜深夜） | 遅れネット |
| 北海道         | 北海道放送（HBC）     | TBS系列 | 2016年10月19日 - 2017年9月6日 | 水曜 0:56 - 1:27（火曜深夜） | 遅れネット |

### 過去のネット局
| 放送対象地域 | 放送局                | 系列    | 放送期間                | 放送日時                     | 備考       |
| ------------ | --------------------- | ------- | ----------------------- | ---------------------------- | ---------- |
| 福島県       | テレビユー福島（TUF） | TBS系列 | 2016年4月26日 - 7月19日 | 火曜 0:58 - 1:28（月曜深夜） | 同時ネット |